# هامل إنترناشيونال
هامل انترناشيونال (بالإنجليزية: Hummel International)‏ هي شركة دنماركية تقوم بتصنيع ملابس رياضية، يقع مقرها الرئيسي في آرهوس.